# Geronimo Pratt
Geronimo Pratt prawdziwe imię "Elmer Pratt" (ur. 13 września 1947, Morgan City  – zm. 2 kwietnia 2011, Tanzania) – jeden z liderów afroamerykańskiego i lewicowego ugrupowania Czarne Pantery.
Spędził 27 lat w więzieniu za rzekome zabójstwo 27-letniej nauczycielki Caroline Olsen. W 1972 roku skazano go na dożywocie, Pratt cały czas bronił się przed oskarżeniami i twierdził, że w chwili zabójstwa nie było go na miejscu zbrodni. W jego obronie wystąpiły m.in. Amnesty International, Amerykańska Unia Praw Obywatelskich (American Civil Liberties Union) i N.A.A.C.P. W wywiadzie dla "The New York Times" w 1997 roku przewodniczący Ligi Miejskiej Los Angeles John Mack, przyznał, że sprawa Pratta jest jednym z najbardziej bolesnych przykładów pozbycia się z życia politycznego afroamerykańskiego działacza. W 1997 roku zawieszono mu gdy główny świadek oskarżenia nie przyznał się do tego, że był informatorem policji. W 1999 roku odbył się nowy proces, który zakończył się jego uniewinnieniem. Na mocy ugody Pratt otrzymał 4,5 miliona dolarów od władz federalnych i stanowych za bezprawne uwięzienie. Przeprowadził się po tym na stałe do Tanzanii.
Był ojcem chrzestnym rapera Tupaca Shakura.